# Freie Bühne Wieden

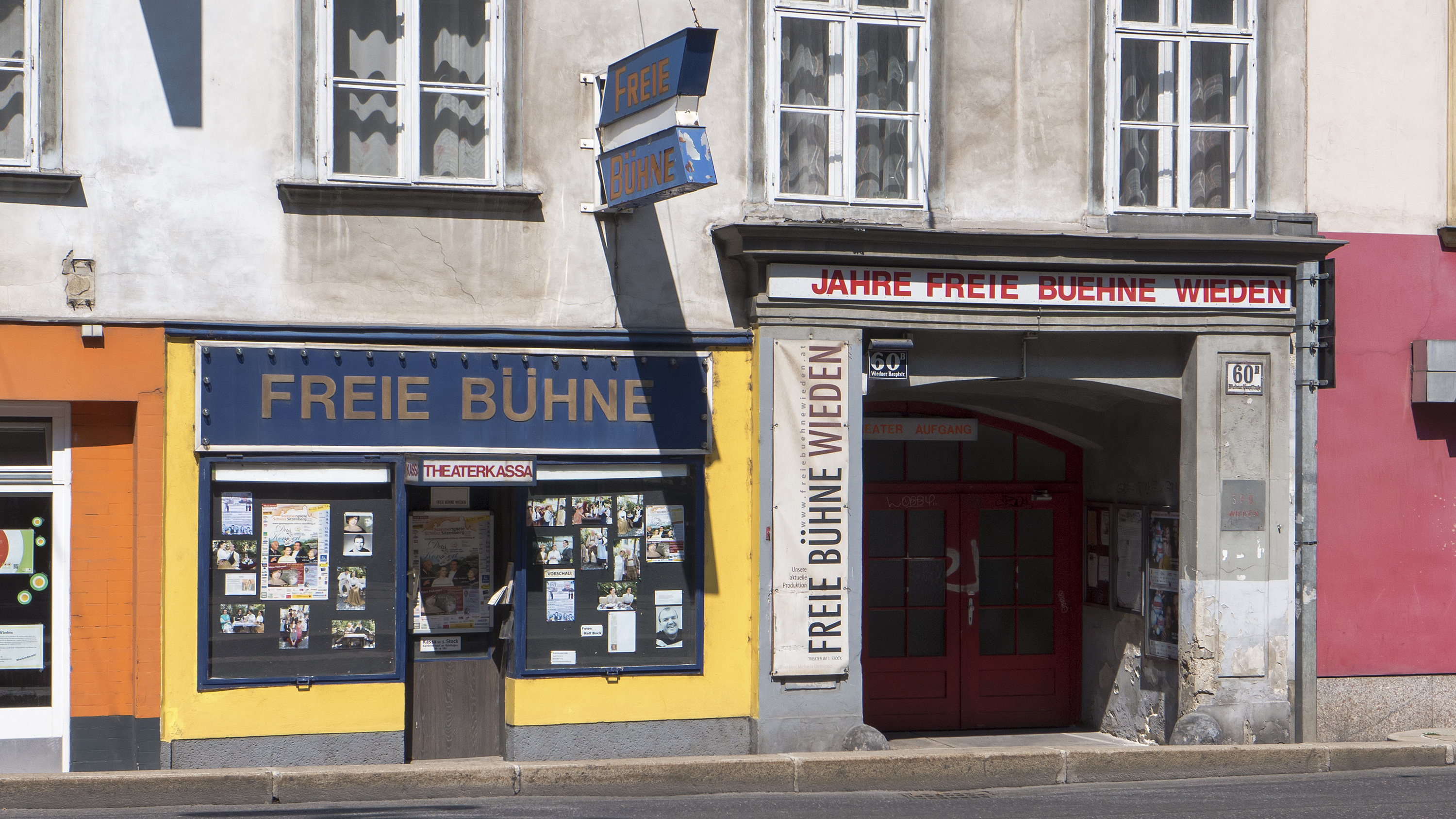
Die Freie Bühne Wieden

Die Freie Bühne Wieden ist ein Privattheater im 4. Wiener Gemeindebezirk Wieden, das am 17. Dezember 1976 eröffnet wurde.

## Geschichte

### Historische Spielstätten auf der Wieden
Ein „Theater auf der Wieden“ ist bereits aus dem 18. Jahrhundert überliefert, als eine Komödiantentruppe im Jahre 1776 im „Freihaus“ in einer „Bretterbude“ Theater spielte. Im März 1787 durfte Christian Roßbach eine gemauerte, mit Ziegeln gedeckte „Schaubühne im Freihaus“, das sogenannte Freihaustheater, errichten. Diese Schaubühne auf der Wieden war – nach jener in der Leopoldstadt – die zweitälteste Wiener Vorstadtbühne. Nachfolger von Roßbach waren Johann Friedel, nach seinem Tod im Jahre 1789 zunächst Eleonore Schikaneder und schließlich ihr Ehemann Emanuel Schikaneder. Als Schikaneder ab 12. Juni 1801 im neuen Theater an der Wien spielte, wurde das Theater im Freihaus zu Mietwohnungen umgebaut und später abgetragen.

### Freie Bühne Wieden
Im Mittelalter befand sich im Haus Wiedner Hauptstraße 60 b, in dem heute die „Freie Bühne Wieden“ untergebracht ist, ein Kloster, das durch Kaiser Joseph II. aufgelassen wurde. Im Garten ist noch der Chor der Klosterkirche erhalten. In den 1920er-Jahren war in dem Gebäude ein Heim der Sozialistischen Arbeiterjugend, in dem der junge Bruno Kreisky in einem altgriechischen Chor aufgetreten ist. Im selben Raum dieses mittelalterlichen Klosterbaues mit der barocken Gartenfassade eröffnete Topsy Küppers 1976 die „Freie Bühne Wieden“, die sie bis Ende des Jahres 2000 leitete. Sie übergab die Direktion an den Autor und Regisseur Gerald Szyszkowitz, der das Theater als Uraufführungsbühne führte. Seit 1. Jänner 2010 leitet die Schauspielerin, Chansonsängerin und Regisseurin Michaela Ehrenstein das Theater. Sie spielte und inszenierte bereits unter der Direktion von Gerald Szyszkowitz an diesem Theater und behält seinen Stil des Theaters bei, nimmt jedoch fallweise auch selten gespielte Stücke in das Programm auf. Unter ihrer Direktion fanden bisher über 60 Uraufführungen österreichischer, deutschsprachiger, aber auch internationaler Autorinnen und Autoren statt, ein bedeutender Beitrag zu Wiens Kulturleben.